# KBC Bank
A KBC Bank NV egy belga univerzális bank, melynek fő célközönsége a lakossági ügyfelek, valamint a kis- és középvállalkozások. A lakossági bankszolgáltatások mellett foglalkozik biztosítással és portfóliókezeléssel is. (Utóbbiakban együttműködik leányvállalataival, a KBC Insurance NV-vel és a K0BC Asset Management NV-vel.) A KBC Bank ezeken felül kiszolgálja a vállalatok igényeit is, s ezen felül befektetési részlege is van.
A KBC Group NV anyavállalat Belgium egyik legnagyobb cége, és Európa egyik legnagyobb pénzügyi szolgáltatója is. Összesen több mint 51 000 embert foglalkoztatnak, és 11 millió ügyfél igényeit elégítik ki.

## Története
A katolikus Volksbank van Leuvent, a KBC Bank legrégebbi elődjét 1899-ben alapították. 1935-ben az Algemeene Bankvereeniging és a Volksbank van Leuven  egyesült a Bank voor Handel en Nijverheiddel, és így jött létre a Kredietbank. A Kredietbank volt az egyetlen olyan, Belgiumban működő, flamand irányítású bank, mely átvészelte az 1930-as években a nagy gazdasági világválság okozta pénzügyi krízist. Fernand Collin, a bank 1938-as elnöke hozta létre azt a gazdasági stratégiát, melynek következtében a cég  a bank elkezdett fejlődni, növekedni. A Kredietbankot független bankként határozta meg, mely egyértelműen a flamand vonásokat viszi tovább, ami a flamand gazdaság egy további növekedésének egyik eszköze lehetett.
A második világháború alatt a bank tovább szélesítette aktivitását, és növelte a flamand középosztálytól származó betéteket. A háború után az újjáépítések miatt a Kredietbank – ami ekkor Belgium harmadik legnagyobb bankja volt – tovább tudta bővíteni fiókhálózatát Flandriában. A bank háború utáni növekedési stratégiája elsősorban a külföldi terjeszkedés és a befektetők számára biztosított portfóliókezelés kibővítése volt. A bank 1949-ben kezdett el külföldön terjeszkedni, mikor megvette a luxemburgi Kredietbank S.A. Luxembourgeoise-t, majd a következő piacnyerés Vallóniában történt meg, ahol a bank 1961-ben megalapította a Crédit Général de Belgique-et. A Kredietbank további terjeszkedései közé tartozik a Belga Kongóban, Leopoldville-ben, Bukavuban, Elizabethville-ben és Stanleyville-ben alapított bankfiókok is. A Kongó függetlendését követő események miatt a bank 1966-ban abbahagyta itteni tevékenységét.
A hatvanas években a növekvő verseny miatt a bank fiókhálózatának bővítésén és szolgáltatásainak javításán dolgozott. 1966-ban elkezdett egy külföldi érdekeltségű hálózatot kialakítani, így fiókot nyitott New Yorkban, Londonban, a Kajmán-szigeteken, és létrehozta genfi leányvállalatát, a Kredietbank (Suisse) S.A.-t. 1970-ben, hat másik, nagy európai intézménnyel közösen létrehozták a Inter-Alpha Group of Banks-t.
1998-ban a Kredietbank felvásárolt két másik pénzügyi szolgáltató intézményt, a Boerenbond biztosítót és a CERA Bankot, s így jött létre a 'KBC Bank and Insurance Holding Company'. Azóta a csoport jelentősen bővítette piacát, elsősorban Közép- és Kelet-Európában. 2005-ben a KBC újabb nagy lépést tett, mikor összeolvadt az Almanijjal, és ezt követően lett a csoport neve KBC Group NV.
A csoportot a nagy részvényesekből álló szindikátus irányítja, azonban a cég részvényeinek 47%-a közkézen forog. Piaci kapitalizációja 2005 novemberében 27 milliárd euró volt. Részvényeivel az Euronexten (Bloomberg L.P. – KBC BB & Reuters – KBKBT BR) és a Luxembourgi Értéktőzsdén lehet kereskedni.

## Struktúrája és legfontosabb leányvállalatai
A KBC Group NV a következők közvetlen anyavállalata: 
- KBC Bank NV
- KBC Insurance NV
- KBC Asset Management NV
- Kredietbank SA Luxembourgeoise
- Value Source Technologies INDIA

Az összes többi KBC-intézmény ezek közvetlen vagy közvetett leányvállalata

### KBC Bank NV
A legnagyobb leányvállalat a KBC Bank. Elsődleges piaca Belgium, ahol 20-25%-os piaci részesedésével és 3 millió ügyfelével egyike a három legnagyobb banknak. Második legfontosabb piaca Közép-Európa, amit leányvállalatain keresztül ér el. Itt Csehországban (Československá obchodní banka), Szlovákiában (ČSOB), Magyarországon (K&H Bank), Lengyelországban (Kredyt Bank) és Szlovéniában (Nova Ljubljanska Banka) van jelen. Lényegében az összes KBC Bank bent van országának a három legnagyobb piaci részesedéssel rendelkező bankja között. Ezeken kívül még Írországban van intézete, az  IIB Bank, mely mind a magánszektorban, mind a vállalati szektorban piacvezető. A KBC Banknak világszerte 30 országban van érdekeltsége.
A KBC Bank üzemeltet hálózatokat Európában, Ázsiában és az USA-ban is. Egy külön részleg, a KBC Financial Products foglalkozik elsősorban a világ több részén átváltoztatható kötvényekkel. Egy másik részleg, a KBC Securities Japan a másodlagos piacokon történő kereskedelemmel foglalkozik.

### Kredietbank SA Luxembourgeoise (KBL)
A luxemburgi KBL egyénre szabott banki szolgáltatásokat kínál nyugat-európai ügyfeleinek, saját hálózatán keresztül.
Jelenleg a csoporthoz tartozik a Puilaetco Dewaay (Belgium), a Michaux Gestion SA (Franciaország), a Merck Finck & Co. (Németország), a Brown, Shipley & Co. (Egyesült királyság), a Banca KBL Fumagalli Soldan Spa (Olaszország), a Theodoor Gilissen Bankiers NV (Hollandia) és a Kredietbank Suisse SA (Svájc). A Banco Urquijo SA (Spanyolország) 2006 májusáig a csoport tagja volt, ekkor azonban eladták a Banco Sabadellnek.